# Kongenitale Klavikulapseudarthrose
Die Kongenitale Klavikulapseudarthrose ist eine seltene, angeborene Pseudarthrose des Schlüsselbeins.

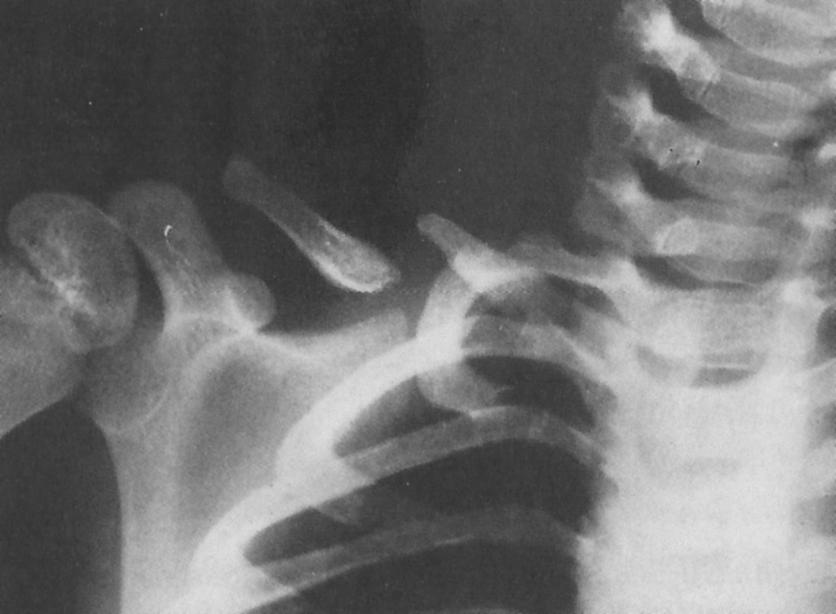
Kongenitale Klavikulapseudarthrose bei 3-jährigem Mädchen

## Häufigkeit
Die Erkrankung ist selten, bislang wurde über etwa 200 Patienten berichtet. Die rechte Seite ist wesentlich häufiger betroffen, die linke Seite hauptsächlich bei Dextrokardie und Situs inversus. In 10 % sind beide Seiten betroffen, bei 15 % liegen zusätzliche Halsrippen vor.

## Ursache
Die Ursache ist nicht traumabedingt, es besteht keine Assoziation mit Neurofibromatose oder Fibröser Dysplasie.
Zugrunde liegt ein Ausbleiben der Verschmelzung der beiden primären Ossifikationskerne der Klavikula.

## Klinische Erscheinungen
Klinische Kriterien sind nach der Geburt oder in den ersten Lebensjahren auftretende schmerzlose Schwellung sowie eine Schulterasymmetrie.

## Diagnose
Die Diagnose kann mittels einfacher Röntgenaufnahme gestellt werden.
Kennzeichen sind:
- Fehlender Kallus
- Defekt in der Mitte des Schlüsselbeines
- abgerundete Ränder

## Differentialdiagnose
Abzugrenzen sind:
- Geburtstraumatische Klavikulafraktur
- Dysostosis cleidocranialis
- Posttraumatische Pseudarthrose

## Therapie
Die Behandlung beschränkt sich auf symptomatische Pseudarthrosen, bei denen die operative Korrektur im Alter von 5 Jahren mit Resektion, Spongiosaplastik und Stabilisierung empfohlen wird.

## Geschichte
Die erste bekannte Beschreibung stammt von L. Saint-Pierre aus dem Jahre 1930.